# NGC 4409
NGC 4409 este o galaxie spirală situată în constelația Fecioara. A fost descoperită în 24 ianuarie 1784 de către William Herschel. Se află la o distanță de 14,32 megaparseci de Pământ.